# Michał Rozmys
Michał Rozmys (* 13. März 1995 in Lubsko) ist ein polnischer Leichtathlet, der sich auf die Mittelstreckenläufe spezialisiert hat.

## Sportliche Laufbahn
Michał Rozmys trat erstmals 2011 in nationalen Wettkämpfen über die 800 Meter an. 2012 wurde er in 2:31,72 min polnischer U18-Hallenmeister über 1000 Meter. Bis 2014 verbesserte er seine Zeit über 800 Meter auf 1:53,73 min. Seit 2015 tritt er auch über die 1500 Meter an. Im Juli stellte er seine Saisonbestleistung von 3:50,16 min auf. Ein weiteres Jahr später verbesserte er seine 800-Meter-Zeit um fast vier Sekunden, über 1500 Meter gar um mehr als zehn.
Aufgrund seiner guten Leistungen trat er im Juli 2017 bei den U23-Europameisterschaften in seiner polnischen Heimat an, bei denen er über 1500 Meter in 3:49,30 min die Bronzemedaille gewann. Noch im selben Monat wurde er anschließend erstmals polnischer Meister über 800 Meter. Im August trat er bei den Weltmeisterschaften in London in seinen beiden Spezialdisziplinen an. In beiden Wettbewerben qualifizierte er sich für die jeweiligen Halbfinalläufe, wobei er über 800 Meter knapp am Einzug in das Finale scheiterte und dort den insgesamt elften Platz belegte. Ebenfalls im August trat er als Student der Universität Stettin bei der Universiade in Taipeh an, bei der er über 800 Meter knapp im Halbfinale ausschied. 2018 trat Rozmys über 800 Meter bei den Europameisterschaften in Berlin an. Im Finale stellte er eine neue Bestzeit von 1:45,32 min auf, mit der er auf dem vierten Platz ins Ziel kam.
Im Frühjahr 2019 startete er bei den Halleneuropameisterschaften in Glasgow, bei denen er im Vorlauf ausschied. Im Juli gewann er bei seinem zweiten Auftritt bei der Universiade in Neapel die Goldmedaille über 1500 Meter in 3:53,67 min. Zwei weitere Goldmedaillen gewann er 2019 bei den Militärweltspielen in Wuhan. 2021 trat er bei den Halleneuropameisterschaften in seiner polnischen Heimat an und belegte über 1500 Meter den fünften Platz. Anfang Juni lief er mit 3:34,96 min in Marseille eine neue Bestzeit im 1500-Meter-Lauf und qualifizierte sich damit zum ersten Mal für die Olympischen Sommerspiele. In Tokio erreichte er, trotz Platz 13 in seinem Halbfinallauf, das Finale, in dem er mit neuer Bestleistung von 3:32,67 min den achten Platz belegte. 2022 trat Rozmys im Frühjahr bei den Hallenweltmeisterschaften in Belgrad an. Er startete im ersten der insgesamt vier Vorläufe und zog als Viertplatzierter seines Laufes in das Finale ein. Darin belegte er in 3:36,71 min den siebten Platz. Später im Juli nahm er nach 2017 an seinen zweiten Weltmeisterschaften teil. Er schaffte es bis ins Finale einzuziehen, das er schließlich als Zehnter beendete. Einen Monat später startete er bei den Europameisterschaften in München und belegte im Finale den siebten Platz. Im August trat er in Budapest wieder bei den Weltmeisterschaften an. In seinem Vorlauf kam er nicht über Platz 11 hinaus und schied damit frühzeitig aus.
2023 trat Romys im März bei den Halleneuropameisterschaften in Istanbul an und konnte das Finale des 1500-Meter-Laufes erreichen. Dieses beendete er auf dem neunten Platz.

## Wichtige Wettbewerbe
| Jahr              | Veranstaltung               | Ort               | Platz             | Disziplin         | Zeit              |
| Startet für Polen | Startet für Polen           | Startet für Polen | Startet für Polen | Startet für Polen | Startet für Polen |
| ----------------- | --------------------------- | ----------------- | ----------------- | ----------------- | ----------------- |
| 2017              | U23-Europameisterschaften   | Bydgoszcz         | 3.                | 1500 m            | 3:49,30 min       |
| 2017              | Weltmeisterschaften         | London            | 11.               | 800 m             | 1:46,10 min       |
| 2017              | Weltmeisterschaften         | London            | 22.               | 1500 m            | 3:42,94 min       |
| 2017              | Universiade                 | Taipeh            | 15.               | 800 m             | 1:48,71 min       |
| 2018              | Europameisterschaften       | Berlin            | 4.                | 800 m             | 1:45,32 min       |
| 2019              | Halleneuropameisterschaften | Glasgow           | 18.               | 800 m             | 1:49,35 min       |
| 2019              | Universiade                 | Neapel            | 1.                | 1500 m            | 3:53,67 min       |
| 2021              | Halleneuropameisterschaften | Toruń             | 5.                | 1500 m            | 3:40,11 min       |
| 2021              | Olympische Sommerspiele     | Tokio             | 8.                | 1500 m            | 3:32,67 min       |
| 2022              | Hallenweltmeisterschaften   | Belgrad           | 7.                | 1500 m            | 3:36,71 min       |
| 2022              | Weltmeisterschaften         | Eugene            | 10.               | 1500 m            | 3:34,58 min       |
| 2022              | Europameisterschaften       | München           | 7.                | 1500 m            | 3:37,63 min       |
| 2023              | Halleneuropameisterschaften | Istanbul          | 9.                | 1500 m            | 3:43,09 min       |
| 2023              | Weltmeisterschaften         | Budapest          | 34.               | 1500 m            | 3:36,26 min       |

## Persönliche Bestleistungen
Freiluft
- 400 m: 48,95 s, 22. September 2018, Ostróda
- 800 m: 1:45,32 min, 11. August 2018, Berlin
- 1000 m: 2:17,21 min, 30. August 2021, Sopot
- 1500 m: 3:32,67 min, 7. August 2021, Tokio
- 2000 m: 4:57,98 min, 19. August 2020, Bydgoszcz

Halle
- 800 m: 1:47,29 min, 2. Februar 2019, Karlsruhe
- 1000 m: 2:31,72 min, 29. Januar 2012, Spała
- 1500 m: 3:36,10 min, 17. Februar 2021, Toruń
- 3000 m: 7:49,83 min, 22. Februar 2022, Toruń